# EyeWire
Eyewire est un jeu ayant pour but de reproduire une carte du cerveau.

## Description
Le jeu a été créé par Sebastian Seung's Lab au MIT. Ce jeu de science citoyenne met les joueurs au défi de créer une carte 3D de neurones à l'intérieur de la rétine. Eyewire a été officiellement lancé le 10 décembre 2012 et possède depuis plus de 200 000 joueurs provenant de 150 pays différents. Le jeu est dirigé par Wired Differently de façon non lucrative, en partenariat avec Seung Laboratoire de l'Université de Princeton et les données générées par l'Institut Max Planck pour la Recherche Médicale.
EyeWire permet le progrès de la neuroscience en aidant les chercheurs à découvrir la façon dont les neurones se connectent et traitent l'information visuelle,. N'importe qui, n'importe où peut aider les scientifiques à développer l'intelligence artificielle et les technologies informatiques pour cartographier le connectome. Dans Eyewire, les joueurs doivent résoudre des puzzles 3D. Ces puzzles agissent en fait comme une reconstruction de modèles 3D de neurones à une résolution nanométrique faite à partir d'images de microscopie électronique. Eyewire ne nécessite pas de formation scientifique pour jouer. Il fonctionne mieux avec une connexion internet rapide, les images microscopiques étant nombreuses.
Eyewire a été présenté par WIRED, Nature, Forbes, Scientific American et NPR.

## Comment jouer
EyeWire met aux défis les joueurs de reproduire une carte de neurones en 3D. Lors de l'inscription, les joueurs sont automatiquement dirigés par le biais d'un tutoriel qui explique le jeu. Des tutoriels vidéo complémentaires sont disponibles sur le Blog.
Dans EyeWire, le joueur se trouve face à un cube avec une partie reconstruite en 3D à gauche. Sur le côté droit de l'écran une image en noir et blanc représente la microscopie électronique. Le joueur apprend donc comment coloriser les neurones étape par étape afin de former une seule branche de neurones, en passant successivement les images électroniques la branche apparaît en 3D.
Les cartes sont ensuite comparées entre elles pour que les joueurs avancés et les administrateurs valident le travail de la communauté. Ces joueurs plus expérimentés ont le pouvoir de prolonger les branches et de supprimer les segments erronés.

### Instructions détaillées
La tâche du joueur est de sélectionner les zones que l'intelligence artificielle aurait raté, améliorant ainsi le tracé du neurone et sa forme. Certaines améliorations peuvent simplement remplir les trous. D'autres peuvent étendre une branche, et d'autres peuvent trouver de nouvelles branches que l'intelligence artificielle a manquées. Dans l'interface, une vue en trois dimensions montre la trace d'un neurone à travers le volume, tandis que le joueur peut défiler vers le haut et vers le bas dans les deux dimensions pour apercevoir les images de microscopie. Le joueur clique sur ces images afin de les ajouter à la figure. L'IA remplit automatiquement les parties du neurone qu'elle détecte une fois la zone cliquée. Une fois que le joueur a terminé sa tâche elle est soumise à la vérification et une autre tâche est présentée.

### Score
Chaque volume est présenté à trois à cinq joueurs différents, et le tracé choisi par la majorité des joueurs est accepté. Toutes les nouvelles branches proposées peuvent entraîner de nouveaux volumes à être explorés. Les joueurs reçoivent des points en fonction de leur tracé s'il correspond à la majorité des autres joueurs.

## Objectif
Les objectifs dans EyeWire sont d'identifier des types spécifiques de cellules à l'intérieur de la rétine, et de mapper les connexions entre les neurones, ce qui aidera à déterminer comment la vision fonctionne,. Eyewire fait partie d'un projet plus vaste appelé WiredDifferently, dont l'objectif est de montrer que l'unicité d'une personne réside dans le modèle de connexions entre les neurones, ou leur connectome,.
- Le premier objectif immédiat est de reconstruire les neurones de la rétine en trois dimensions à partir d'images à deux dimensions[14].
- Le deuxième objectif est d'identifier les synapses et déterminer quels sont les liens entre la cartographie et les neurones.
- L'objectif final est de relier la connectivité avec l'activité des neurones.

## Méthodes
L'activité de chaque neurone dans une portion de 350×300×60 µm3 a été déterminée par microscopie à deux photons. à l'aide de microscopie électronique à balayage, le volume a été colorées pour faire ressortir le contraste de la membrane plasmique, découpé en couches par un microtome.
Un neurone est sélectionné par les chercheurs. Le programme choisit de façon aléatoire un volume cubique associé à ce neurone pour le joueur, l'IA choisi ensuite le tracé du neurone qui lui semble cohérent et envoie le résultat au joueur pour qu'il le corrige.
Plus d'informations sont disponibles sur le wiki de Eyewire.

## Réalisations
- Eyewire en vedette de 2014 de la Conférence TED de Réalité Virtuelle de l'Exposition[16],[17].
- Eyewire  en vedette à US Science et Engineering Expo à Washington, DC[18].
- Eyewire a remporté le National Science Foundation's International 2013 de Visualisation de Défi dans les Jeux et les Applications[19].
- Eyewire à la une de Discover Magazine's Top 100 Science Stories de 2013[20].
- Eyewire nommé meilleur projet de science citoyenne de 2013 par SciStarter[21].
- Eyewire a gagné le Biovision's World Life Sciences Forum Catalyzer Prize du 26 mars 2013[22].
- Eyewire nommé dans le top 10 de projet de science citoyenne 2013 par la revue PLoS[23].